# بوب كروسبي
بوب كروسبي (بالإنجليزية: Bob Crosby)‏ هو موزع ومغني وممثل أمريكي، ولد في 23 أغسطس 1913 في واشنطن في الولايات المتحدة، وتوفي في 9 مارس 1993 في لاهويا في الولايات المتحدة بسبب سرطان.

## وصلات خارجية
- بوب كروسبي على موقع IMDb (الإنجليزية)
- بوب كروسبي على موقع ميوزك برينز (الإنجليزية)
- بوب كروسبي على موقع أول موفي (الإنجليزية)
- بوب كروسبي على موقع قاعدة بيانات برودواي على الإنترنت (الإنجليزية)
- بوب كروسبي على موقع قاعدة بيانات الأفلام السويدية (السويدية)
- بوب كروسبي على موقع إن إن دي بي (الإنجليزية)
- بوب كروسبي على موقع أول ميوزيك (الإنجليزية)
- بوب كروسبي على موقع ديسكوغز (الإنجليزية)
- بوب كروسبي على موقع قاعدة بيانات الفيلم (الإنجليزية)